# بيالافوس
بيالافوس هو مبيد أعشاب طبيعي تنتجه البكتيريا متسلسلة قؤوبة (بالإنجليزية: Streptomyces hygroscopicus)‏. بيالافوس هو بروتوكسين وغير سام، وعندما يتم استقلابه بواسطة النبات يتم إطلاق الجلوفوسينات التناظرية لحمض الجلوتاميك الذي يثبط إنزيم الجلوتامين. يؤدي هذا إلى تراكم الأمونيوم وتعطيل التمثيل الغذائي الأولي.
يتكون بيالافوس من اثنين من بقايا الألانين وغلوفوسينات، ويستخدم عادة كعلامة اختيار في النباتات. تشمل بلازميدات المقاومة بلازميدات بي جرين «II 0229» و«0229 62-SK». تم اشتقاق بلازميدات بي جرين 0229 من بلازميدات بي جرين 0000، تم إدخال شريط بيلافوس في موقع «HpaI» للحد الأيسر، مما يوفر مقاومة للبيالافوس أو الفوسفينوثريسين أثناء اختيار تحول النبات. مشتق بلازميدات بي جرين 0229 62-SK من بلازميدات بي جرين 0229 وقد تمَّ استبدال اختيار استنساخ «LacZ» الأزرق/الأبيض بشريط «35S- MCS - CaMV» الذي يسمح بإدخال جين مهم في كاسيت «35S overexpression».